# Federico Cafiero De Raho
Federico Cafiero de Raho (Napoli, 18 febbraio 1952) è un ex magistrato e politico italiano.
Procuratore nazionale antimafia e antiterrorismo dal 16 novembre 2017 al 18 febbraio 2022, dal 13 ottobre 2022 è deputato alla Camera per il Movimento 5 Stelle.

## Biografia
Nato il 18 febbraio 1952 a Napoli, dal barone Angelo Cafiero De Raho (1916-2014) e da Olga Petti, laureatosi in giurisprudenza presso l'Università degli Studi di Napoli Federico II, entra nella magistratura italiana nel 1977, dove ha ricoperto la carica di pubblico ministero a Milano e dal 1984 a Napoli.
Nel corso della sua attività al servizio della giustizia, ha condotto numerosi processi ed indagini giudiziarie contro la camorra, in particolare contro il clan dei Casalesi, facendo catturare numerosi latitanti e coordinando un pool di magistrati che ha indagato sulle cosche del casertano; negli anni '90 e 2000 ha fatto parte del pool che ha coordinato le indagini contro il clan camorristico dei Casalesi, attività investigativa che poi è sfociata nel famoso Processo Spartacus dove De Raho ha rappresentato la pubblica accusa e che si concluse con la condanna di centinaia di camorristi.
Dal 2006 è stato procuratore aggiunto di Napoli fino al 13 marzo 2013, quando il plenum del CSM lo nomina, con 12 voti a favore, nuovo procuratore della Repubblica di Reggio Calabria, dedicandosi alla 'Ndrangheta.
L'8 novembre 2017 il plenum del CSM lo ha nominato, all'unanimità, nuovo Procuratore nazionale antimafia e antiterrorismo, succedendo a Franco Roberti il cui incarico è terminato il 16 novembre 2017. Dopo essere stato alla guida della Procura nazionale antimafia e antiterrorismo per cinque anni, nel febbraio 2022, in seguito al compimento dei settant'anni e quindi al suo pensionamento come magistrato, lascia tale ruolo. Gli succede Giovanni Melillo, procuratore capo presso la Procura della Repubblica di Napoli. 

### Attività politica

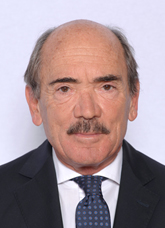
De Raho eletto deputato nel 2022

Alle elezioni politiche del 2022 viene candidato alla Camera dei deputati come capolista del Movimento 5 Stelle nel collegio plurinominale Emilia-Romagna - 03, su scelta personale del presidente del M5S Giuseppe Conte, risultando eletto.
Inizialmente proposto per la Presidenza della Camera, è eletto Vicepresidente sia della Commissione Giustizia che della Commissione Antimafia.

## Vita privata
Dopo esser stato sposato, si è risposato con Paola Piccirillo, anch'ella magistrato incontrata nel 1997 quando Piccirillo era assegnata al tribunale di Santa Maria Capua Vetere, con la quale ha avuto quattro figli: Olga (che ha ereditato il nome della nonna paterna Olga Petti), Margot, Francesco e Giovanbattista.

## Riconoscimenti
Il 4 maggio 2013 ha ricevuto il premio Gerbera Gialla per la giustizia, consegnatogli a Reggio Calabria dall'associazione antimafia.
Il 30 settembre 2015 ha ricevuto la  Stella al Merito Sociale, in occasione del 7° International Commitment Award, conferita dal Presidente dell'organizzazione Non-profit Cultura&Solidarietà, Francesco Vivacqua, al Teatro dal Verme di Milano.